# Eleição municipal de São Bernardo do Campo em 1996
A Eleição municipal de São Bernardo do Campo ocorreu no dia 3 de outubro de 1996, para a eleição de um prefeito, um vice-prefeito e mais 15 vereadores. O prefeito Walter Demarchi (PTB) terminara seu mandato em 1º de janeiro do ano seguinte. Esta foi a 12º eleição direta para o comando da prefeitura na história da cidade, que visou eleger o 28º prefeito desde a criação do município antigo em 1889; o 15º desde a emancipação em 1944; e o 12º por sufrágio universal.
Como nenhum dos candidatos atingiram 50+1% houve segundo turno em 15 de novembro do mesmo ano entre Maurício Soares (PSDB) e Antônio Tito Costa (PFL), vencendo a disputa eleitoral Maurício Soares, governando a cidade pelo período de 1º de janeiro de 1997 a 31 de dezembro de 2000.

## Candidatos a prefeito
|  | Nº | Candidato(a) a prefeito | Candidato(a) a prefeito                                   | Candidato(a) a vice-prefeito | Candidato(a) a vice-prefeito     | Coligação |
|  | -- | ----------------------- | --------------------------------------------------------- | ---------------------------- | -------------------------------- | --- |
|  | 13 |                         | Wagner Lino Alves (PT) Wagner Lino Alves                  |                              | Luiz Roberto Alves (PT)          | Sem coligação - Partido dos Trabalhadores (PT) |
|  | 14 |                         | Waldir Cartola (PTB) Waldir Cartola dos Santos            |                              | n/d                              | Sem coligação - Partido Trabalhista Brasileiro (PTB) |
|  | 19 |                         | Guilherme Napoleão (PTN) Guilherme Napoleão de Abreu      |                              | n/d                              | Sem coligação - Partido Trabalhista Nacional (PTN) |
|  | 25 |                         | Antônio Tito Costa (PFL) Antônio Tito Costa               |                              | n/d                              | Sem nome - Partido da Frente Liberal (PFL) - Partido Liberal (PL) - Partido Democrático Trabalhista (PDT) - Partido Social Democrático (PSD) |
|  | 29 |                         | Alda Maria dos Santos (PCO) Alda Maria dos Santos Baleiro |                              | n/d                              | Sem coligação - Partido da Causa Operária (PCO) |
|  | 43 |                         | Roberto Serrati (PV) Roberto Serrati                      |                              | n/d                              | Sem coligação - Partido Verde (PV) |
|  | 45 |                         | Maurício Soares (PSDB) Maurício Soares de Almeida         |                              | Maurício Caetano de Castro Filho | Sem nome - Partido da Social Democracia Brasileira (PSDB) - Partido Popular Socialista (PPS) - Partido do Movimento Democrático Brasileiro (PMDB) - Partido da Mobilização Nacional (PMN) - Partido Socialista Brasileiro (PSB) - Partido Republicano Progressista (PRP) |

## Resultado da eleição para prefeito
| Candidato(a)                | Vice                    | 1º Turno 3 de outubro de 1996 | 1º Turno 3 de outubro de 1996 | 2º Turno 15 de novembro de 1996 | 2º Turno 15 de novembro de 1996 |
| Candidato(a)                | Vice                    | Votação                       | Votação                       | Votação                         | Votação                         |
| Candidato(a)                | Vice                    | Total                         | Porcentagem                   | Total                           | Porcentagem                     |
| --------------------------- | ----------------------- | ----------------------------- | ----------------------------- | ------------------------------- | ------------------------------- |
| Maurício Soares (PSDB)      | Maurício de Castro      | 103.633                       | 35,21%                        | 185.416                         | 63,17%                          |
| Antônio Tito Costa (PFL)    | n/d                     | 99.133                        | 33,68%                        | 108.080                         | 36,83%                          |
| Wagner Lino Alves (PT)      | Luiz Roberto Alves (PT) | 52.820                        | 17,95%                        | Não participaram                | Não participaram                |
| Waldir Cartola (PTB)        | n/d                     | 36.983                        | 12,56%                        | Não participaram                | Não participaram                |
| Roberto Serrati (PV)        | n/d                     | 911                           | 0,31%                         | Não participaram                | Não participaram                |
| Alda Maria dos Santos (PCO) | n/d                     | 647                           | 0,22%                         | Não participaram                | Não participaram                |
| Guilherme Napoleão (PTN)    | n/d                     | 208                           | 0,07%                         | Não participaram                | Não participaram                |
| Total de votos válidos      | Total de votos válidos  | 294.335                       | 100,00%                       | 293.496                         | 100,00%                         |
| Votos apurados              |                         |                               |                               |                                 |                                 |
| Votos válidos               | Votos válidos           | 294.335                       | 85,42%                        | 293.496                         | 89,30%                          |
| Votos em branco             | Votos em branco         | 8.349                         | 2,42%                         | 6.618                           | 2,01%                           |
| Votos nulos                 | Votos nulos             | 41.874                        | 12,15%                        | 28.540                          | 8,69%                           |
| Total de votos apurados     | Total de votos apurados | 344.558                       | 100,00%                       | 328.654                         | 100,00%                         |
| Eleitores                   |                         |                               |                               |                                 |                                 |
| Comparecimento              | Comparecimento          | 344.558                       | 86,44%                        | 328.654                         | 82,45%                          |
| Abstenções                  | Abstenções              | 54.033                        | 13,56%                        | 69.937                          | 17,55%                          |
| Total de eleitores          | Total de eleitores      | 398.591                       | 100,00%                       | 398.591                         | 100,00%                         |

## Vereadores
|                                 |         |             |         |  |  |  |
| Candidato(a)                    | Partido | Votação     | Votação |  |  |  |
| Candidato(a)                    | Partido | Porcentagem | Total   |  |  |  |
| Edgar Montemor Fernandes        | PTB     | 1,8%        | 6.217   |  |  |  |
| José Ginez Ramble - "Tudo Azul" | PTB     | 1,8%        | 6.197   |  |  |  |
| Gilberto Lourenço Marson        | PTB     | 1,55%       | 5.356   |  |  |  |
| Ana Maria do Carmo Rosetto      | PT      | 1,46%       | 5.027   |  |  |  |
| José Walter Tavares             | PSDB    | 1,45%       | 5.010   |  |  |  |
| Ary José de Oliveira            | PSDB    | 1,45%       | 4.988   |  |  |  |
| Lenildo Freitas Magdalena       | PTB     | 1,36%       | 4.701   |  |  |  |
| Gervasio Paz Folha              | PTB     | 1,36%       | 4.674   |  |  |  |
| José Roberto de Melo            | PSB     | 1,28%       | 4.407   |  |  |  |
| Antônio Carlos da Silva         | PT      | 1,19%       | 4.106   |  |  |  |
| Kiyoshi Tanaka                  | PSDB    | 1,13%       | 3.910   |  |  |  |
| Octavio Manente Junior          | PDT     | 1,03%       | 5.537   |  |  |  |
| Laurentino Hilário da Silva     | PSB     | 0,94%       | 3.225   |  |  |  |
| Aldo Josias dos Santos          | PT      | 0,92%       | 3.184   |  |  |  |
| Admir Donizeti Ferro            | PSDB    | 0,88%       | 3.021   |  |  |  |
| Samir Sahade                    | PSDB    | 0,85%       | 2.940   |  |  |  |
| Gilberto Frigo                  | PMDB    | 0,82%       | 2.822   |  |  |  |
| José Ramos de Oliveira          | PDT     | 0,79%       | 2.731   |  |  |  |
| Hiroyuki Minami                 | PFL     | 0,74%       | 2.562   |  |  |  |
| Amedeo Giusti                   | PFL     | 0,73%       | 2.503   |  |  |  |
| Vandir Mognon                   | PFL     | 0,66        | 2.260   |  |  |  |